# Sing (Annie Lennox)
Sing è una canzone di Annie Lennox. È stata pubblicata come secondo singolo (disponibile sia in download digitale che su cd singolo) dal suo quarto album da solista Songs of Mass Destruction.
Lanciata il 1º dicembre 2007 (giornata mondiale per la lotta contro l'AIDS) Sing diventa una campagna contro il virus HIV e si prefigge il compito di raccogliere fondi per la ricerca contro l'AIDS in Africa e a sensibilizzare le persone su questo tema. Molti filmati di quel periodo mostrano una Annie Lennox in lacrime mentre stringe e rassicura bambini africani malati di AIDS.
Il singolo fa parte del primo greatest hits di Annie Lennox, The Annie Lennox Collection, pubblicato nel 2009.

## Il coro della canzone
La canzone, oltre che da Annie Lennox, è interpretata da un coro di 23 artiste ("The Choir of 23") che cantano il ritornello: Madonna (che oltre a cantare nel ritornello canta anche la seconda strofa della canzone), Anastacia, Isobel Campbell, Dido, Céline Dion, Melissa Etheridge, Fergie, Beth Gibbons, Faith Hill, Angélique Kidjo, Beverley Knight, Gladys Knight, K.d. lang, Sarah McLachlan, Beth Orton, P!nk, Bonnie Raitt, Shakira, Shingai Shoniwa, Joss Stone, Sugababes, KT Tunstall e Martha Wainwright.
All'inizio e alla fine della canzone, inoltre, si sente la voce di una donna africana che canta.

## Videoclip
Il videoclip mostra la Lennox in un campo in cui opera la sua associazione umanitaria. Alle scene di gioia e di ballo della Lennox con le donne africane del luogo vengono alternate scene di bambini ricoverati nell'ospedale del campo. Il videoclip viene anticipato da un discorso di Nelson Mandela sulla sensibilizzazione al problema dellHIV e dell'AIDS nel mondo.

## Tracce e Remix
La canzone ha nove remix ufficiali.
- Harry Choo club mix – 8:24
- Harry Choo mix show – 5:30
- Harry Choo radio mix – 3:57
- Dean Coleman club mix – 6:52
- Dean Coleman radio mix – 4:19
- Moto Blanco club mix – 8:34
- Moto Blanco dub mix – 8:24
- Moto Blanco radio mix – 3:32
- Annie Lennox and Nitin Sawhney mix

## Classifica
| Chart                              | Position |
| ---------------------------------- | -------- |
| U.S. Billboard Hot Dance Club Play | 19       |
| Polish National Top 50             | 41       |